# Montcarra
Montcarra és un municipi francès situat al departament de la Isèra i a la regió d'Alvèrnia-Roine-Alps. L'any 2007 tenia 446 habitants.

## Demografia

### Població
El 2007 la població de fet de Montcarra era de 446 persones. Hi havia 168 famílies de les quals 35 eren unipersonals (13 homes vivint sols i 22 dones vivint soles), 47 parelles sense fills, 77 parelles amb fills i 9 famílies monoparentals amb fills.
La població ha evolucionat segons el següent gràfic:
Habitants censats

### Habitatges
El 2007 hi havia 201 habitatges, 168 eren l'habitatge principal de la família, 28 eren segones residències i 5 estaven desocupats. 198 eren cases i 3 eren apartaments. Dels 168 habitatges principals, 148 estaven ocupats pels seus propietaris, 17 estaven llogats i ocupats pels llogaters i 2 estaven cedits a títol gratuït; 3 tenien dues cambres, 16 en tenien tres, 54 en tenien quatre i 95 en tenien cinc o més. 125 habitatges disposaven pel capbaix d'una plaça de pàrquing. A 61 habitatges hi havia un automòbil i a 90 n'hi havia dos o més.

### Piràmide de població
La piràmide de població per edats i sexe el 2009 era:
| Homes | Edats   | Dones |
| ----- | ------- | ----- |
| 0     | 95 o +  | 0     |
| 0     | 90 a 94 | 0     |
| 0     | 85 a 89 | 0     |
| 0     | 80 a 84 | 0     |
| 0     | 75 a 79 | 8     |
| 12    | 70 a 74 | 0     |
| 28    | 65 a 69 | 16    |
| 12    | 60 a 64 | 4     |
| 4     | 55 a 59 | 8     |
| 8     | 50 a 54 | 8     |
| 16    | 45 a 49 | 12    |
| 16    | 40 a 44 | 16    |
| 20    | 35 a 39 | 20    |
| 12    | 30 a 34 | 20    |
| 0     | 25 a 29 | 0     |
| 4     | 20 a 24 | 4     |
| 12    | 15 a 19 | 8     |
| 4     | 10 a 14 | 12    |
| 8     | 5 a 9   | 24    |
| 12    | 0 a 4   | 12    |

## Economia
El 2007 la població en edat de treballar era de 271 persones, 210 eren actives i 61 eren inactives. De les 210 persones actives 198 estaven ocupades (110 homes i 88 dones) i 11 estaven aturades (5 homes i 6 dones). De les 61 persones inactives 17 estaven jubilades, 22 estaven estudiant i 22 estaven classificades com a «altres inactius».

### Ingressos
El 2009 a Montcarra hi havia 173 unitats fiscals que integraven 494 persones, la mediana anual d'ingressos fiscals per persona era de 19.669 €.

### Activitats econòmiques
Dels 7 establiments que hi havia el 2007, 2 eren d'empreses extractives, 2 d'empreses de construcció, 1 d'una empresa immobiliària, 1 d'una empresa de serveis i 1 d'una empresa classificada com a «altres activitats de serveis».
Els 2 serveis als particulars que hi havia el 2009 eren electricistes.
L'any 2000 a Montcarra hi havia 8 explotacions agrícoles que ocupaven un total de 204 hectàrees.

## Equipaments sanitaris i escolars
El 2009 hi havia una escola elemental.

## Poblacions més properes
El següent diagrama mostra les poblacions més properes.